# 何塞·莫塔
何塞·莫塔（José Mota，1979年5月10日—），是巴西职业足球运动员，现效力于K联赛球队釜山IPark。

## 俱乐部生涯
莫塔职业生涯曾效力于葡萄牙球队里奥艾维、奥利维伦斯，丹麦球会兰德斯、域堡和阿尔堡。2008年加盟挪威超级联赛球会莫尔德。2010年他被租借到K联赛水原三星，并在2010年亚足联冠军联赛中获得最佳射手的称号。
2012年1月，莫塔自由转会加盟K联赛球队釜山IPark。